# Luis Pedro Molina
Luis Pedro Molina (Retalhuleu, 4 de junio de 1977) es un exfutbolista guatemalteco que se desempeñó como portero. Desarrolló una larga carrera como deportista profesional, actuando siempre en equipos de la primera y la segunda división del fútbol guatemalteco. Representó a su país a nivel internacional, tanto en la modalidad de fútbol como en la de futsal.

## Trayectoria

### Clubes
| Club                      | País      | Año       |
| ------------------------- | --------- | --------- |
| Comunicaciones            | Guatemala | 1995-1997 |
| Deportivo Teculután       | Guatemala | 1997-1999 |
| Comunicaciones            | Guatemala | 1999-2004 |
| Deportivo Jalapa          | Guatemala | 2004-2008 |
| Deportivo Marquense       | Guatemala | 2008-2011 |
| Xelaju Mario Camposeco    | Guatemala | 2011      |
| Peñarol La Mesilla        | Guatemala | 2012      |
| Deportivo Petapa          | Guatemala | 2012-2015 |
| Deportivo Guastatoya      | Guatemala | 2015      |
| Comunicaciones            | Guatemala | 2016-2017 |
| Deportivo Siquinalá       | Guatemala | 2017      |
| Antigua GFC               | Guatemala | 2018      |
| Santa Lucía Cotzumalguapa | Guatemala | 2018-2019 |
| Quiché FC                 | Guatemala | 2019      |
| Deportivo Suchitepéquez   | Guatemala | 2020      |

## Selección nacional
Molina jugó el Torneo Sub-20 de la Concacaf 1996, el campeonato de fútbol masculino de los Juegos Panamericanos de 1999, y el Preolímpico de Concacaf de 2000.
Con la selección absoluta disputó la Copa de Oro de la CONCACAF en cuatro ocasiones: 2005, 2007, 2009 y de 2011.
También fue parte de la selección de fútbol sala de Guatemala que participó de la Copa Mundial de 2000.

## Palmarés
Títulos nacionales
- Comunicaciones:
  - Apertura 1999
  - Clausura 2001
  - Clausura 2002
  - Clausura 2003
- Jalapa:
  - Apertura 2007
  - Copa de Guatemala: 2005, 2006
- Deportivo Petapa:
  - Apertura 2013 (Primera División)
  - Clausura 2014 (Primera División)
- Santa Lucía Cotzumalguapa:
  - Apertura 2018 (Primera División)